# Maurice Macaire
Maurice Macaire (Parigi, 22 novembre 1881 – ...) è stato un calciatore francese.
In carriera giocò nel Club Français e nel Racing Club di Parigi. Fu tra i 13 calciatori che rappresentarono la Francia nel torneo di calcio dell'Olimpiade 1900 di Parigi. In quell'occasione vinse la medaglia d'argento.

## Palmarès
| Anno | Manifestazione | Sede   | Evento | Risultato | Note |
| ---- | -------------- | ------ | ------ | --------- | ---- |
| 1900 | Olimpiadi      | Parigi | Calcio | Argento   |      |